# Kanton Bourgueil
Kanton Bourgueil (francouzsky Canton de Bourgueil) je francouzský kanton v departementu Indre-et-Loire v regionu Centre-Val de Loire. Tvoří ho osm obcí.

## Obce kantonu
- Benais
- Bourgueil
- La Chapelle-sur-Loire
- Chouzé-sur-Loire
- Continvoir
- Gizeux
- Restigné
- Saint-Nicolas-de-Bourgueil